# Union des transports publics
 (janvier 2024).
Si vous disposez d'ouvrages ou d'articles de référence ou si vous connaissez des sites web de qualité traitant du thème abordé ici, merci de compléter l'article en donnant les références utiles à sa vérifiabilité et en les liant à la section « Notes et références ».
L'Union des transports publics (UTP) est l'organisation faîtière des entreprises de transports publics en Suisse. Elle représente les entreprises de transport ferroviaire, bus, trolleybus et bateau.
Coopérative fondée en 1889, elle compte 128 membres ordinaires représentant les entreprises de transports publics, ainsi que 180 membres représentant l'économie et l'industrie.
Elle héberge le service de médiation des transports publics, sauf pour les cas concernant le Verkehrsbetriebe Zürich, Bernmobil, les bus urbains de la ville de Winterthour, ainsi que Basler Verkehrs-Betriebe.

## Objectifs
L'UTP a pour buts de défendre les intérêts de ses membres auprès des organes politiques, ainsi que des autorités et des tiers. Elle assure également la coordination des activités de ses membres à l'échelon national. Elle offre aussi une plateforme de partage d'expérience pour ses membres, et assure la promotion des transports publics,.
Elle offre en outre des formations continues ainsi que des directives industrielles concernant le monde du transport public.
Afin d'atteindre ses objectifs, elle travaille en étroite collaboration avec l'Alliance SwissPass.

### Loi sur l'égalité pour les personnes handicapées
L'UTP veille également à la mise en œuvre de lois, telles que l'égalité des personnes handicapées dans les transports publics, entrée en vigueur en 2004. Les exigences relatives à cette loi ont été remplie dans le domaine ferroviaire. Cependant son application pour le domaine routier, notamment à travers la mise en place de planchers surbaissés dans les bus, a connu des retards essentiellement dus à l'aménagement des arrêts de bus, dont la responsabilité incombe aux cantons et aux communes. Afin de répondre aux exigences de la loi, l'UTP édite un guide qui résume les bases légales et dans lequel elle présente les expériences réussies.

### Promotion du transport public
En 2021, l'UTP observe que la part modale du transport public stagne à 28%, et ce malgré la bonne coordination mise en place entre les différents acteurs du secteur. Elle organise un colloque à Berne en présence de la conseillère fédérale Simonetta Sommaruga, ainsi que des représentants des CFF, de CarPostal et du RBS afin de définir un plan de mesures pour améliorer la part modale. Il s'agit notamment d'une offre de bus à la demande et d'un abonnement valable pour tout type de mobilité.

### Stratégie énergétique 2040
Afin de répondre aux objectifs de la confédération, l'UTP a défini sa stratégie énergétique pour les transports publics d'ici 2040. Elle prévoit notamment d'augmenter l'efficacité énergétique de 30% par rapport aux chiffres de 2022. Elle mentionne également la nécessité d'augmenter la part d'énergies renouvelables ainsi que l'accélération de la décarbonation du transport public.

## Histoire
En 1889, neuf entreprises de chemin de fer à voie étroite fondent l'Union des chemins de fer secondaires suisse à Zurich.
Dès 1924, le BLS et BT adhèrent à leur tour. L'organisation change son nom en Union d'entreprises suisses de transport (UST). Le nombre d'adhérents continue d'augmenter pour atteindre le chiffre de 142 membres en 1930. En 1940, pendant la Seconde Guerre mondiale, l'organisation assure l'approvisionnement des chemins de fer privés en lubrifiant et en rail, atteignant 11'502 tonnes en 1951. Une trentaine de nouveaux membres rejoignent l'organisation en 1955 qui en profite pour adopter un nouveau nom : Union des entreprises suisses de transports publics (UST). En 1967, elle s'installe dans ses nouveaux locaux à Berne, emplacement actuel de l'organisation. Dès 1988, elle adopte le nom actuel, à savoir Union des transports publics. En 1999, les CFF et CarPostal adhèrent à leur tour à l'organisation.
À la suite de la réforme des chemins de fer 2, le service d'attribution des sillons est fondé en 2006, en collaboration avec les CFF, le SOB et le BLS. En 2014, les CFF, le BLS, le SOB, les RhB, ainsi que les TPF lancent le programme smartrail 4.0 en partenariat avec l'UTP. À la suite de cette initiative, l'Office fédéral des transports charge la branche de la mise en place progressive des mesures et programmes proposés.

## Publications
Dès 1945, elle publie le magazine Les transports publics qui sera renommé Revue UST en 1967, puis tt-Revue en 1998. En collaboration avec les CFF, l'UTP participe à l'édition du magazine Via jusqu'au printemps 2022, date à laquelle la publication est arrêtée pour des raisons économiques.

## Prises de position
En 2014, l'UTP s'engage dans le soutien au financement et aménagement de l'infrastructure ferroviaire (FAIF). Elle est acceptée en votation par le peuple et les cantons suisses.
En 2016, l'UTP combat l'initiative dite "vache à lait", consistant à attribuer 1,5 milliard de francs au trafic routier. L'initiative sera rejetée par le peuple avec 70,8 % de non.
En septembre 2019, considérant les débats sur la question du réchauffement climatique, l'UTP se déclare favorable à l'introduction d'une taxe CO2. Elle relève la concurrence injuste de l'avion, dont les billets ne font l'objet d'aucune taxe.
En février 2023, à la suite de l'introduction des limitations de vitesse à 30 km/h en agglomération demandée par l'Union des villes suisses, l'UTP prend position contre une généralisation des limitations.
À la suite du dépôt de plusieurs initiatives populaires cantonales, l'UTP ainsi que l'Association transports et environnement prennent position contre la gratuité des transports publics. Sur le plan légal, ces initiatives posent des difficultés car elles sont contraires à la Constitution de la Suisse. Mais pour l'UTP, il s'agit de motifs financiers et de tarification. Elle montre également que les exemples de gratuité mis en place à l'étranger n'ont pas mené à un report modal vers les transports publics.